# Lý Á Bằng
Lý Á Bằng (sinh ngày 27 tháng 9 năm 1971) là nam diễn viên được biết đến nhiều nhất với vai Quách Tĩnh trong Anh hùng xạ điêu 2003 và Lệnh Hồ Xung trong Tiếu ngạo giang hồ (2001).
Vai diễn Lệnh Hồ Xung do Lý Á Bằng đảm nhận do báo chí nhà nước Trung Quốc ca tụng như là một trong những vai diễn xuất sắc nhất nhưng thực tế Trương Kỷ Trung đã lấy Quách Tĩnh để đóng vai Lệnh Hồ Xung, đó một vai diễn thảm họa
Lý Á Bằng sinh ra tại Ürümqi, Tân Cương và tốt nghiệp khoa biểu diễn của Học viện Hý kịch Trung ương năm 1994.
Lý Á Bằng tuyên bố giải nghệ vào ngày 27 tháng 11 năm 2010

## Đời tư
Năm 2005 anh kết hôn với nữ diễn viên, ca sĩ Vương Phi, hai người sinh được con gái Lý Yên (李嫣) vào tháng 5 năm 2006.
Lý Yên sinh ra đã bị dị tật hở hàm ếch nên vào tháng 11 năm 2006 Lý Á Bằng cùng Vương Phi đã thành lập một tổ chức từ thiện mang tên Quỹ Nụ cười thiên thần (Smile Angel Foundation) để giúp đỡ các trẻ em bị hở hàm ếch.
Cuộc hôn nhân chỉ kéo dài được 8 năm, đến 13 tháng 9 năm 2013 thì hai người li dị.
Từ năm 2014, nam diễn viên chính thức tuyên bố rời làng giải trí Hoa ngữ để theo đuổi một hướng đi mới trong cuộc sống. Tuy nhiên, việc kinh doanh của Lý Á Bằng không thành công, anh thường xuyên thua lỗ và không dưới 5 lần tuyên bố phá sản. Sau nhiều lần thất bại kinh doanh, Lý Á Bằng vẫn tin rằng, con đường duy nhất để giải quyết tình trạng nợ nần thử sức kinh doanh thêm lần nữa. 
Lý Á Bằng tái hôn với người mẫu Hải Hà Kim Hỷ và có con gái vào tháng 3 năm 2022.

## Phim tham gia

### Phim điện ảnh
| Năm  | Tên                              | Vai diễn     | Ghi chú |
| ---- | -------------------------------- | ------------ | ------- |
| 1992 | Thanh xuân làm chứng 青春作證    | Đinh Khải    |         |
| 1995 | Câu chuyện Thượng Hải 上海故事   |              |         |
| 1996 | Ca sĩ 歌手                       | Hứa Ninh     |         |
| 1997 | Thẻ đỏ 紅髮卡                    | Lý Giai Đồng |         |
| 1997 | Thời đại mỳ ăn liền 新方便麵時代 | Đinh Bảo     |         |

### Phim truyền hình
| Năm  | Tựa đề                                          | Vai diễn          | Ghi chú       |
| ---- | ----------------------------------------------- | ----------------- | ------------- |
| 1995 | Câu chuyện Bắc Kinh cuối thu 北京深秋的故事     | Mã Cường          |               |
| 1996 | Cơ trưởng Trung Quốc 中國機長                   | Lý Tân            |               |
| 1996 | Giáo viên tiên phong 校園先鋒                   | Nam Triều         |               |
| 1997 | Tình yêu Bắc Kinh - Hồng Kông 京港愛情線        |                   |               |
| 1998 | Tình yêu mãi mãi 將愛情進行到底                 | Dương Tranh       |               |
| 1998 | Sao, trăng, mặt trời 星星、月亮、太陽           | Tần Thế Đình      |               |
| 1999 | Nắng California chanh Trung Quốc 加州陽光中國橙 | Vương Ngọc        |               |
| 1999 | Vui là tốt 開心就好                             | Vu Mãn Đường      |               |
| 1999 | Tình thư 情書                                   | Tạ Hiển Tổ        |               |
| 1999 | Tình kéo trời trăng sao 情牽日月星              | Lý Phóng          |               |
| 2000 | Thần thám Khoa Lam 神探科藍                     | Khoa Lam          |               |
| 2000 | Tiếu ngạo giang hồ 笑傲江湖                     | Lệnh Hồ Xung      |               |
| 2002 | Anh hùng xạ điêu 射鵰英雄傳                     | Quách Tĩnh        |               |
| 2002 | Ai nói anh yêu em 誰都會說我愛你                | Tôn Kỳ Vĩ         |               |
| 2002 | Bãi biển 海灘                                   | Lý Tiểu Bằng      | Kiêm sản xuất |
| 2003 | Mạt đại hoàng phi 末代皇妃                      | Phổ Nghi          |               |
| 2003 | Sinh mệnh liệt hỏa 生命烈火                     | Đinh Tiệp         |               |
| 2004 | Đối quyết 對決                                  | Tiếu Lôi, Mang Ba |               |
| 2004 | Thiên hạ đệ nhất 天下第一                       | Đoàn Thiên Nhai   |               |
| 2006 | Vì yêu kết hôn 為愛結婚                         | Hồ Tử Xung        |               |
| 2006 | Người mục kích 目擊者                           | Tần Đồng          | Kiêm sản xuất |
| 2007 | Hôn nhân của hai chúng tôi 我們倆的婚姻         | Tần Nham          | Kiêm sản xuất |
| 2008 | Quan Trung phong vân 關中風雲                   | Lưu Ngũ           |               |
| 2008 | Ba mươi năm của tôi 我的三十年                  | Lệ Gia Câu        |               |

## Giải thưởng
- Giải thưởng nam diễn viên thời trang Lycra (2001)
- Top 10 cặp đôi đẹp nhất trên màn ảnh truyền hình Trung Quốc trong phim Tiếu ngạo giang hồ (2002)
- Giải thưởng diễn viên được khán giả yêu thích nhất của Đài truyền hình trung ương Trung Quốc trong phim Tiếu ngạo giang hồ (2002)
- Top 10 người đàn ông thời thượng của Martell (23-1-2007)
- Top 10 ngôi sao từ thiện trong Đêm hội từ thiện BAZAAR (8-9-2007)
- Giải thưởng từ thiện nghệ thuật trong năm của Quỹ Nụ cười thiên thần (1-3-2008)
- Giải thưởng ngôi sao từ thiện trong Liên hoan từ thiện phía nam (29-11-2008)